# فريدريك مكينلي جونز
فريدريك مكينلي جونز (بالإنجليزية: Frederick McKinley Jones)‏ (و. 1893 – 1961 م) هو 
توفي عن عمر يناهز 68 عاماً. بسبب سرطان الرئة .

## جوائز
حصل على جوائز منها:
- قلادة العلوم الوطنية الأمريكية في مجال التكنولوجيا والإبتكار.